# جارز
جارز قرية سوريّة تتبع إداريّاً لمحافظة حلب منطقة أعزاز ناحية مركز أعزاز، بلغ تعداد سكانها 945 نسمة حسب التعداد السكاني لعام 2004 .القرية مقسمة لثلاث أقسام :
القسم الأول يسمى جارز 
والثاني يسمى سليطية
والثالث يسمى مزرعة جارز 
يحدها من الشمال قرية الشيخ ريح ويحمول ومن الغرب قرية كفر كلبين ومن الجنوب قرية كلجبرين ومن الشرق قرية كفرة 
تبعد عن الحدود التركية قرابة 10 كلم .تعتمد القرية على الزراعة البعلية